# Footwork FA15
Footwork FA15 — гоночный  автомобиль команды Формулы-1 Footwork, построенный под руководством Алана Дженкинса для участия в гонках Чемпионата мира сезона 1994 года.

## История
За руль своих болидов в 1994 году глава команды Джэки Оливер пригласил итальянца Джанни Морбиделли и бразильца Кристиана Фиттипальди. В конце 1993 года Footwork потеряли двигатель Mugen-Honda, доставшийся Lotus, поэтому новые автомобили были оснащены модернизированным восьмицилиндровым двигателем Ford HB, с которым Айртон Сенна в 1993 году выиграл пять Гран-при.
До лета команда имела технические проблемы, особенно с коробкой передач, поэтому гонки часто заканчивались сходами. Позже Фиттипальди финишировал четвёртым в Аиде и на Гран-при Германии. В Хоккенхайме Морбиделли финишировал пятым следом за своим коллегой. В Бельгии итальянец был шестым, и команда Footwork с девятью очками заняла девятое место в Кубке Конструкторов.

## Результаты в чемпионате мира Формулы-1
| Год  | Команда       | Шасси | Двигатель                     | Шины | Пилоты      | 1    | 2    | 3    | 4    | 5    | 6    | 7    | 8    | 9   | 10   | 11   | 12   | 13  | 14  | 15   | 16   | Место | Очки |
| ---- | ------------- | ----- | ----------------------------- | ---- | ----------- | ---- | ---- | ---- | ---- | ---- | ---- | ---- | ---- | --- | ---- | ---- | ---- | --- | --- | ---- | ---- | ----- | ---- |
| 1994 | Footwork Ford | FA15  | Ford Cosworth HBE 7/8 V8, 3,5 | G    |             | БРА  | ТИХ  | САН  | МОН  | ИСП  | КАН  | ФРА  | ВЕЛ  | ГЕР | ВЕН  | БЕЛ  | ИТА  | ПОР | ЕВР | ЯПО  | АВС  | 9     | 9    |
| 1994 | Footwork Ford | FA15  | Ford Cosworth HBE 7/8 V8, 3,5 | G    | Фиттипальди | Сход | 4    | 13   | Сход | Сход | ДСК  | 8    | 9    | 4   | 14   | Сход | Сход | 8   | 17  | 8    | 8    | 9     | 9    |
| 1994 | Footwork Ford | FA15  | Ford Cosworth HBE 7/8 V8, 3,5 | G    | Морбиделли  | Сход | Сход | Сход | Сход | Сход | Сход | Сход | Сход | 5   | Сход | 6    | Сход | 9   | 11  | Сход | Сход | 9     | 9    |

| Легенда к таблице |                                                                    |
| --- | ------------------------------------------------------------------ |
| В таблице перечислены результаты всех Гран-при Формулы-1, в которых использовался автомобиль. Строками таблицы являются сезоны, столбцами — этапы чемпионата мира. В каждой клетке указаны сокращённое название этапа и результат, дополнительно обозначенный цветом. Расшифровка обозначений и цветов представлена в нижеследующей таблице. |                                                                    |
| \| Пример \| Описание \| \| ------------ \| ------------------------------------------------------------------ \| \| 1 \| Победитель \| \| 2 \| Второе место \| \| 3 \| Третье место \| \| 5 \| Финишировал, заработав очки \| \| Сход \| Не финишировал, но при этом заработал очки \| \| 12 \| Финишировал, не получив очков \| \| НКЛ \| Финишировал, но не попал в финальную классификацию \| \| 15 \| Участвовал вне зачёта, либо по отдельной классификации \| \| 18 \| Не финишировал, но попал в финальную классификацию \| \| Сход \| Не финишировал \| \| НКВ \| Не прошёл квалификацию \| \| НПКВ \| Не прошёл предквалификацию \| \| ДСК \| Дисквалифицирован \| \| ИСК \| Исключён из протокола соревнований \| \| ТТ \| Заявлен для участия только в тренировках \| \| НС \| Участвовал в квалификации, но не стартовал в гонке \| \| Т \| Травмирован или болен \| \| ОТК \| Отказ от участия \| \| НТР \| Прибыл на соревнования, но на трассу не выезжал \| \| НПР \| Был заявлен в числе участников, но не прибыл к началу соревнований \| \| О \| Соревнования отменены \| \| \| Не участвовал \| \| Поул-позиция \| \| \| Быстрый круг \| \| |                                                                    |
| Пример | Описание                                                           |
| 1 | Победитель                                                         |
| 2 | Второе место                                                       |
| 3 | Третье место                                                       |
| 5 | Финишировал, заработав очки                                        |
| Сход | Не финишировал, но при этом заработал очки                         |
| 12 | Финишировал, не получив очков                                      |
| НКЛ | Финишировал, но не попал в финальную классификацию                 |
| 15 | Участвовал вне зачёта, либо по отдельной классификации             |
| 18 | Не финишировал, но попал в финальную классификацию                 |
| Сход | Не финишировал                                                     |
| НКВ | Не прошёл квалификацию                                             |
| НПКВ | Не прошёл предквалификацию                                         |
| ДСК | Дисквалифицирован                                                  |
| ИСК | Исключён из протокола соревнований                                 |
| ТТ | Заявлен для участия только в тренировках                           |
| НС | Участвовал в квалификации, но не стартовал в гонке                 |
| Т | Травмирован или болен                                              |
| ОТК | Отказ от участия                                                   |
| НТР | Прибыл на соревнования, но на трассу не выезжал                    |
| НПР | Был заявлен в числе участников, но не прибыл к началу соревнований |
| О | Соревнования отменены                                              |
| | Не участвовал                                                      |
| Поул-позиция |                                                                    |
| Быстрый круг |                                                                    |